# Erna Honigberger
Erna Honigberger   (Brandholz, 28 d'octubre de 1894 - Wehr, 14 de febrer de 1974) de soltera Erna Kroder (Brandholz, va ser una violinista i professora alemanya.

## Biografia
Va rebre les seves primeres lliçons de violí del seu pare Karl Kroder a Bayreuth fins als 14 anys. Després va estudiar a la "Musikhochschule" de Múnic. Als 16 anys va aprovar l'examen de professora de música amb menció de violí i piano, i als 18 va completar-hi l'absolutori, el diploma de solista amb distinció de violí i també de piano. Com a participant més jove, va rebre el màxim premi de l'Acadèmia de Música de Múnic, el Premi Felix Mottl. Després va completar els seus estudis a Berlín amb el llegendari professor de violí Carl Flesch.
Als 24 anys va ser designada per impartir la classe magistral de violí al Conservatori Klindworth-Scharwenka de Berlín. Des dels 15 anys va actuar com a solista amb molt d'èxit en concerts orquestrals a casa i a l'estranger. També va tenir un gran èxit amb l'Honigberger String Quartet i amb el Berlin Women's Trio.
La pèrdua del seu apartament a Berlín i els vincles familiars la van portar a traslladar-se a la Wehr de Baden-Württemberg el 1943. Aquí, juntament amb el seu marit, el pintor Ernst Honigberger (1885–1974), va fundar l'escola d'art i música Honigberger, que més tard va continuar la seva filla Erda Selma Vorwerk-Honigberger (1917–2009).

## Pedagoga
En els 30 anys anteriors a la seva mort va formar nombrosos violinistes. Entre els seus alumnes hi havia Ulrike-Anima Mathé, Anne-Sophie Mutter i Werner Krotzinger.